# Villa Méditerranée
La Villa Méditerranée est un bâtiment public situé dans le 2e arrondissement de Marseille, sur l'esplanade du J4, dans le quartier de la Joliette (périmètre Euroméditerranée). Il était initialement destiné à abriter des conférences, des réunions et des expositions. Il est inauguré le 7 avril 2013, fermé en janvier 2018, et rouvre en 2022.
L'édifice, conçu par l'architecte italien Stefano Boeri et appartenant au conseil régional de Provence-Alpes-Côte d'Azur, n'a cessé de concentrer les critiques, jusqu'à ce qu'il abrite en 2022 le musée Cosquer Méditerranée, comportant une réplique de la grotte Cosquer,.

## Architecture
Le projet architectural de la Villa Méditerranée fait l'objet d'un concours qui est remporté en 2004 par l'Italien Stefano Boeri. La construction, entreprise par Fayat Métal, démarre en 2010. Le bâtiment, qui a couté 73 millions d'euros, au lieu des 20 millions d'euros initialement prévus,, a été financé par la région Provence-Alpes-Côte d'Azur.

« J’ai proposé de construire un bâtiment qui accueillerait la mer, qui s’ouvrirait à elle, qui serait une porte d’entrée et non une barrière. »

— Stefano Boeri, architecte de la Villa Méditerranée.
La base du bâtiment se trouve à 2,25 mètres de profondeur sous la mer et se compose d’une agora dédiée aux parcours d’exposition, d’un amphithéâtre de 400 places et de deux salles de réunion. Le rez-de-chaussée propose un atrium de 350 m2 où peuvent être projetées des images sur un mur de 25 mètres de long, ainsi qu’un café.
La Villa comporte une avancée en porte-à-faux de 40 mètres de long, qui s’élève à 19 mètres au-dessus d’un bassin de 2 000 m3. Il s'agit du plus long porte-à-faux habité au monde, et vaut au bâtiment des surnoms d'éléphant blanc, ou d'agrafeuse. Le porte-à-faux contient un plateau d’expositions de 760 m2, ainsi qu’un belvédère.

## Programmation et reconversion
Le bâtiment a été inauguré le 7 avril 2013 et les parcours d'exposition sont ouverts au public depuis le 14 juin 2013, après que le projet d'y installer l’assemblée parlementaire de la Méditerranée est abandonné. La Villa Méditerranée voulait donner à voir des « parcours d'exposition » liés aux problématiques contemporaines de l'espace méditerranéen. Mais pour des raisons de sécurité liées à l'évacuation du public en cas de danger, il ne peut accueillir qu'un maximum de 500 personnes sur le niveau 2, et 250 à l'intérieur du porte-à-faux. L'utilité du bâtiment n'est pas démontrée.
Le bâtiment devient à partir du 4 juin 2022 un musée abritant une réplique du site paléolithique de la grotte Cosquer,. La transformation devrait faire venir 400 000 visiteurs par an.

## Fonctionnement et budget
La Région Provence-Alpes-Côte d'Azur confie à partir du 1er janvier 2015 la gestion de la Villa Méditerranée à l'AViTeM (Agence des villes et territoires méditerranéens durables) et conserve la propriété et la responsabilité financière et politique. L'Avitem, Groupement d'intérêt public (GIP) réunit le Commissariat général à l'égalité des territoires, le Conseil régional de Provence-Alpes-Côte d'Azur, Marseille Provence Métropole, Toulon Provence, L'Établissement public Euroméditerranée et Métropole Nice Côte d'Azur.
Le bâtiment a coûté 62 millions d’euros, soit 2,5 fois le budget prévu. À la suite de la détection de problèmes d'étanchéité, des réparations sont effectuées en 2019 pour un coût estimé à 6,4 millions d'euros. Le réaménagement en grotte coûte 23 millions d'euros.
Le budget annuel de la Villa Méditerranée est estimé à 4,4 M€ et l'effectif permanent à 40 salariés. 
Le coût de construction de la Villa Méditerranée, son budget ainsi que son utilité ont été critiqués au moment de l'élection régionale de 2015, et par la cour régionale des comptes de Paca en 2017,.